# Горянович-Крамбергер, Драгутин
Драгутин Горянович-Крамбергер (хорв. Dragutin Gorjanović-Kramberger; 1856, Загреб — 1936, там же) — хорватский геолог, палеонтолог и антрополог. Почётный гражданин Загреба, Крапины и Карловаца.

## Биография
Родился 25 октября 1856 года в Загребе.
Изучал палеонтологию в Цюрихе и Мюнхене, получил докторскую степень в Тюбингене в 1879 году, его диссертация была посвящена окаменелостям рыб. После курировал отдел минералогии и геологии Хорватского Национального музея, сейчас известного как Хорватский музей естественной истории.
С 1883 по 1924 годы — сотрудник Загребского университета, с 1893 года возглавлял кафедру геологии и палеонтологии. Его научная деятельность охватывает палеонтологию, стратиграфию, тектонику, палеоклиматологию, гидрографию, прикладную геологию и геологическое картирование (со своим наставником Дуро Пиларом картировал гору Медведница).
В 1909 году основал Геологическое общество Хорватии и Славонии (хорв. Geološko povjerenstvo za Hrvatsku i Slavoniju), а в 1911 году — выпускаемый обществом журнал (хорв. Vijesti geološkog povjerenstva). Член Хорватской академии наук и искусств с 1909 года.

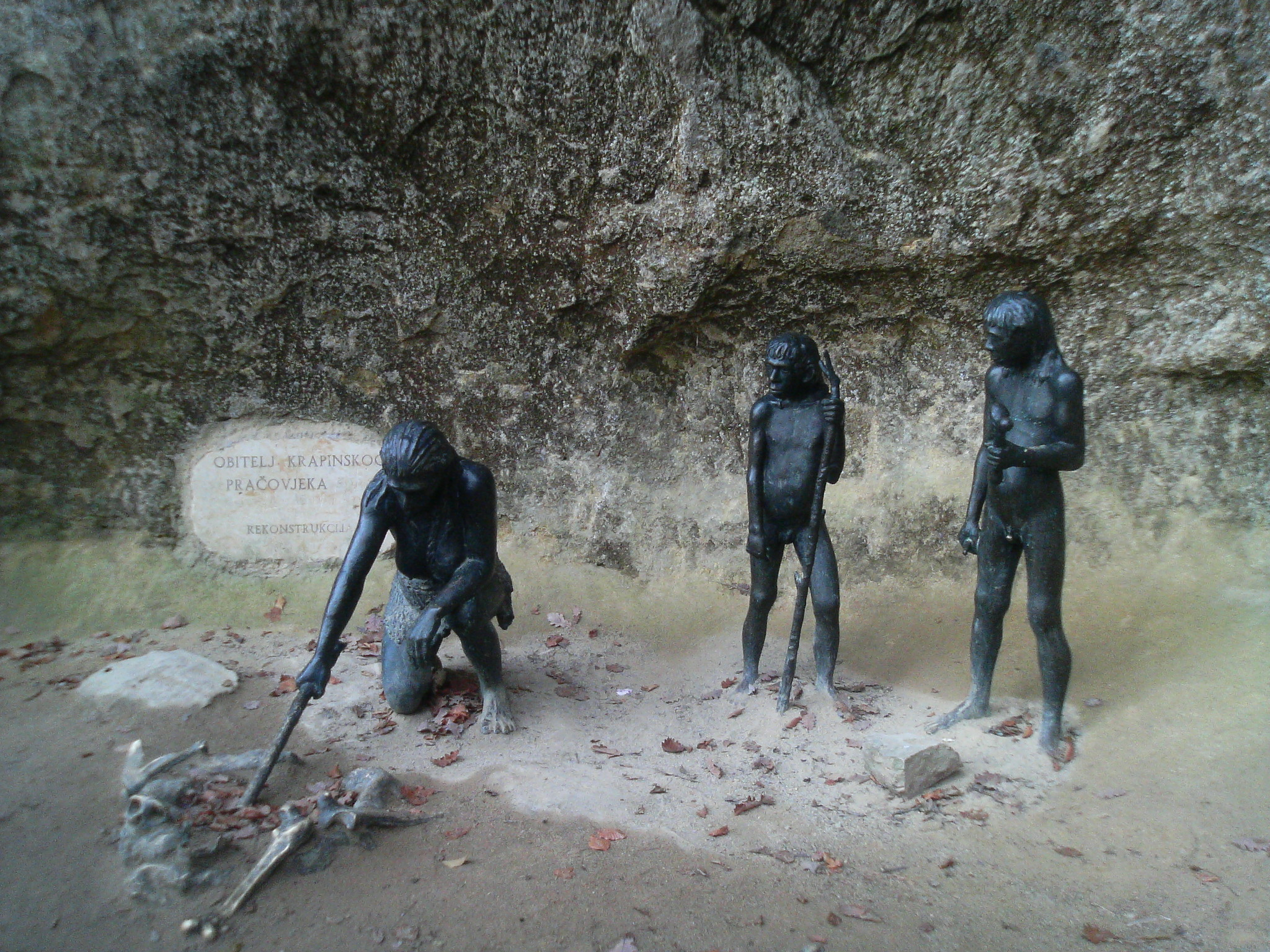
Семья древнего человека

В 1899 году совершил важное открытие, обнаружив вблизи города Крапина крупное скопление останков доисторических людей (так называемый «крапинский неандерталец», изначально назван Горяновичем Homo primigenius). Благодаря детальному изучению найденных скелетов считается основателем современной палеоантропологии.
Автор более чем 230 работ в хорватских и международных журналах, среди которых можно выделить монографию «Diluvijalni čovjek iz Krapine u Hrvatskoj» (1905) и её расширенное переиздание «Život i kultura diluvijalnog čovjeka iz Krapine u Hrvatskoj» (1913).
Умер 22 декабря 1936 года в Загребе.